# Успенка (Половинський округ)
Успе́нка (рос. Успенка) — присілок у складі Половинського округу Курганської області, Росія.
Населення — 97 осіб (2010, 150 у 2002).
Національний склад станом на 2002 рік:
- росіяни — 80 %